# 西安郭杜教育科技产业开发区
西安郭杜教育科技产业开发区是位于陕西省西安市长安区的一个省级开发区，规划面积28平方公里。开发区以教育科研及成果转化、高新技术产业和文化产业发展为主。开发区的前身是西部大学城，因为2004年全国土地市场清理整顿，西部大学城成为全国首个被撤销的大学城，而后将其更名为西安郭杜教育科技产业开发区。

## 区内高校
西北政法大学、西安邮电大学、陕西师范大学、西安外国语大学、西北大学的新校区均位于开发区内，并已投入使用。

## 古迹
周穆王陵、香积寺、仓颉造字台遗址均位于开发区内。

## 交通
西安公交600路、610路、311路、321路、324路等多趟公交车均经过西安郭杜教育科技产业开发区。